# Савченко Володимир Федорович
Савченко Володимир Федорович (нар. 20 квітня 1948 р. в с. Митченки, Бахмацький район, Чернігівська обл., Україна) — доктор економічних наук, професор кафедри управління персоналом та економіки праці Чернігівського національного технологічного університету, заслужений економіст України.

## Біографія
Народився 20 квітня 1948 р. в с. Митченки Бахмацького району Чернігівської області. В 1966 році із золотою медаллю закінчив Митченську середню школу.
Закінчив Мордовський державний університет імені М. П. Огарьова за спеціальністю «Інженер електронної техніки».
У 1995 р. отримав другу вищу освіту в Чернігівському державному технологічному університеті за спеціальністю «Облік і аудит».

## Трудова та наукова діяльність
У 1971 р. – інженер-технолог  Борзнянської філії Київського заводу напівпровідникових приладів.
У 1973-1986 рр. – контрольний майстер, старший контрольний майстер, заступник начальника відділу, начальник відділу виробничого об’єднання «Чернігівський радіоприладний завод».
З 1986 до 1992 р. –  заступник генерального директора виробничого об’єднання «Чернігівський радіоприладний завод».
У 1990 році обирався депутатом Чернігівської міської ради народних депутатів, заступником голови комісії з фінансів і бюджету.
З 1993 р. по 2002 р. очолював обласне відділення Спілки економістів України. 
З 1993 р. по даний час очолює обласне відділення Української  асоціації якості. 
З 1991 по 1994 рр. був заступником голови Української Асоціації якості, головою комітету асоціації по сертифікації. 
1992-1994 рр. – заступник глави Чернігівської обласної державної адміністрації з економічних питань.
1994-2009 рр. – директор філії, заступник голови правління двох комерційних банків у м. Чернігів, м. Київ.
З 1995 р. - кандидат економічних наук. 
У 1998 р.- отримав вчене звання доцента.
З 1995 р. по 2005 р. працював доцентом кафедри економічної теорії Чернігівського державного інституту економіки і управління,  з 2005 р. по 2009 р. – професор тієїж кафедри.
У 2001-2002 рр. був членом Центрального правління Спілки економістів України.
У 2008 році захистив докторську дисертацію і здобув науковий ступінь доктора економічних наук. 
З 2009 р. по теперішній час – професор кафедри економічної теорії, а потім кафедри управління персоналом та економіки праці Чернігівського національного технологічного університету.
У 2010 р. присвоєно вчене звання професора. 
Науковий керівник 8 здобувачів і аспірантів, які захистили кандидатські дисертації.
З 1993 р. - Академік Академії економічних наук України, 
З 1994 р. - Член-кореспондент Української Академії наук національного прогресу.
З 2004 р. - Академік Української Академії наук.
Указом Президента України 27 травня 1998 року Савченку В. Ф. присвоєно почесне звання  «Заслужений економіст України». 
Брав участь у розробці проекту Державної програми соціально-економічного розвитку Полісся, яка включала в себе розвиток 6 областей, відповідно до Постанови Кабінету Міністрів України № 252 від 27 квітня 1994 року був призначений заступником голови Координаційної ради при Кабінеті Міністрів  з питань організації розробки даної програми. 
Розробив концепцію розвитку Чернігівського регіону, що використовується при плануванні та регулюванні економічних процесів території. 
Очолював організаційну і методичну роботу при розробці окремих планів соціально-економічного розвитку області, а також програм стабілізації економіки регіону.
Очолював роботу по розробці системи якості виробничого об’єднання «Чернігівський радіоприладний завод», яка у 1990 році першою в Радянському Союзі була атестована на відповідність ІСО серії 9000. 
У спів-товаристві з іншими працівниками Науково-дослідного економічного інституту Мінекономіки України брав участь у створенні «Методичних рекомендацій з розробки програм соціально-економічного розвитку регіону» і «Методичних рекомендацій з розробки програм соціально-економічного та культурного розвитку міста та адміністративного району», схвалених колегією Мінекономіки України 12 листопада 1997 року і Вченою радою НДЕІ Мінекономіки України 1 листопада 1998 р.
Автор 420 публікацій наукового і науково-методичного характеру, в тому числі 28 монографій та книг наукового спрямування.

## Публікації
- Савченко, В. Ф. Держава і регіон : регулювання соціально-економічного розвитку : в 3 кн. Кн. 1. Держава : монографія / В. Ф. Савченко. - К. : Знання, 1999. - 306 с.
- Савченко, В. Ф. Держава і регіон : регулювання соціально-економічного розвитку : в 3 кн. Кн. 2, Ч. 2. Регіон : монографія / В. Ф. Савченко. - К. : Знання, 1999. - 213 с.
- Савченко, В. Ф. Держава і регіон : регулювання соціально-економічного розвитку : в 3 кн. Кн. 2, Ч. 1. Регіон : монографія / В. Ф. Савченко. - К. : Знання, 1999. - 205 с.
- Савченко, В. Ф. Держава і регіон : регулювання соціально-економічного розвитку : в 3 кн. Кн. 3. Місцевий рівень : монографія / В. Ф. Савченко. - К. : Знання, 1999. - 303 с.
- Савченко, В. Ф. Програмне регулювання соціально-економічного розвитку на регіональному рівні : монографія / В. Ф. Савченко. - Чернігів : Чернігівські обереги, 2007. - 516 с.
- Савченко, В. Ф. Стратегічні напрямки економічного розвитку Чернігівської області на сучасному етапі / В. Ф. Савченко. - Чернігів : Чернігівські обереги, 2007. - 378 с.: рис., табл.
- Савченко, В. Ф. Науково-методичні основи регулювання економічних процесів в регіоні / В. Ф. Савченко. - Чернігів : Чернігівський ЦНТЕІ, 2000. - 251 с.
- Савченко, В. Ф. Дослідження економічного розвитку держави і регіону (публікації 1991-2001 рр.) / В. Ф. Савченко. - К. : Науковий світ, 2001. - 255 с.
- Савченко, В. Ф. Потенціал національної економіки України : монографія / В. Ф. Савченко. - Чернігів : ЧДІЕУ, 2010. - 423 с.
- Савченко, В. Ф. Регіональна економіка : навч. посіб. / В. Ф. Савченко. – 2-ге вид, перероб. і доп. – Чернігів : ЧДІЕУ, 2013. –344 с.
- Савченко, В. Ф. Національна економіка : навчальний посібник / В. Ф. Савченко. – Чернігів : ЧДІЕУ, 2010. - 385 с.